# كيمبرلي كيم
كيمبرلي كيم (بالإنجليزية: Kimberly Kim)‏ هي لاعبة غولف أمريكية، ولدت في 23 أغسطس 1991 في هيلو في الولايات المتحدة.